# Wodorek sodu
Wodorek sodu, NaH – nieorganiczny związek chemiczny z grupy wodorków.
W temperaturze pokojowej jest to szarobiała, pylista substancja o temperaturze topnienia ok. 800 °C, w której to temperaturze następuje też jego rozkład. Temperatury te dotyczą jednak tylko idealnie czystych monokryształów tego związku. Spotykany w handlu zanieczyszczony wodorek sodu rozkłada się już w temperaturze ok. 220 °C.
Wodorek sodu otrzymuje się w bezpośredniej reakcji sodu z wodorem.
2Na + H
2 → 2NaH
Jest to silny reduktor, silniejszy od wodorku wapnia, ale trudniejszy od niego do praktycznego stosowania, ze względu na ryzyko zapalenia się w kontakcie z powietrzem.
Łatwo reaguje z wodą:
NaH + H
2O → NaOH + H
2